# IBM Watsonx
Watsonx ist IBMs kommerzielle, cloudbasierte Plattform für generative Künstliche Intelligenz (KI) und wissenschaftliche Daten. Sie bietet ein Studio, einen Datenspeicher und ein Governance-Toolkit. Sie unterstützt mehrere große Sprachmodelle (Large Language Model, LLM) sowie IBMs eigene Plattform IBM Granite, einer Reihe von reinen Decoder-KI-Basismodellen von IBM. Die Plattform wird als auf Unternehmen zugeschnittenes KI-Tool beschrieben, das an die Bedürfnisse der Kunden angepasst und mit deren vertraulichen Daten trainiert werden kann.

## Geschichte
Watsonx wurde am 9. Mai 2023 auf der jährlichen Think-Konferenz von IBM als Plattform mit mehreren Diensten vorgestellt. Wie der ähnlich benannte KI-Computer Watson wurde Watsonx nach Thomas J. Watson, dem Gründer und ersten CEO von IBM, benannt.
Am 13. Februar 2024 ging Anaconda eine Partnerschaft mit IBM ein, um dessen Open-Source-Python-Pakete in Watsonx einzubetten.
Watsonx wird derzeit in der Fantasy-Football-App von ESPN zur Verwaltung der Spielerleistung eingesetzt. Auch das italienische Telekommunikationsunternehmen Wind Tre nutzt die Technologie. Watsonx wurde zur Erstellung redaktioneller Inhalte zu den Nominierten bei den 66. Grammy Awards eingesetzt.
2025 nutzen die Wimbledon Championships die Möglichkeiten generativer KI und schufen mithilfe von IBM Watsonx neue digitale Erlebnisse auf der Wimbledon-App und -Website.